# Fly Blue Crane
Fly Blue Crane (in der Eigendarstellung fly blue crane) war eine südafrikanische Fluggesellschaft mit Sitz in Johannesburg und Heimatbasis auf dem Internationalen Flughafen O. R. Tambo.
Die Fluggesellschaft wurde 2014 gegründet und führte ihren Erstflug am 1. September 2015 durch. Im März 2017 wurde der Betrieb eingestellt.

## Flugziele
Die Fluggesellschaft bediente mit Stand Mai 2016 die Flughäfen O. R. Tambo (Johannesburg), Kimberley (Kimberley), Bram Fischer (Bloemfontein), Kapstadt (Kapstadt) und Hosea Kutako (Windhoek, Namibia).
Mitte Mai 2016 gab die Gesellschaft tägliche Verbindungen von Johannesburg zum Flughafen Maputo in Mosambik sowie zum Internationalen Flughafen König Mswati III. in Swasiland bekannt.
Die Gesellschaft setzte ihren Betrieb ab Februar 2017 zwecks Umstrukturierung und Erarbeitung eines Rettungsplans aus; alle zu diesem Zeitpunkt betriebenen Maschinen wurden an die Leasinggeber retourniert.

## Flotte
Im März 2017 bestand die Flotte der Fly Blue Crane aus drei Flugzeugen.
| Flugzeugtyp     | aktiv | bestellt | Anmerkungen                  | Sitzplätze  |
| --------------- | ----- | -------- | ---------------------------- | ----------- |
| Embraer ERJ 145 | 2     | 2        | geleast von Solenta Aviation | 50 (-/-/50) |
| Boeing 737-300  | 1     | 0        | geleast von Star Air         |             |
| Gesamt          | 3     | 2        |                              |             |